# Anapausis fuscinervis
Anapausis fuscinervis är en tvåvingeart som beskrevs av Edwards 1930. Anapausis fuscinervis ingår i släktet Anapausis och familjen dyngmyggor. Inga underarter finns listade i Catalogue of Life.